# Компактная камера

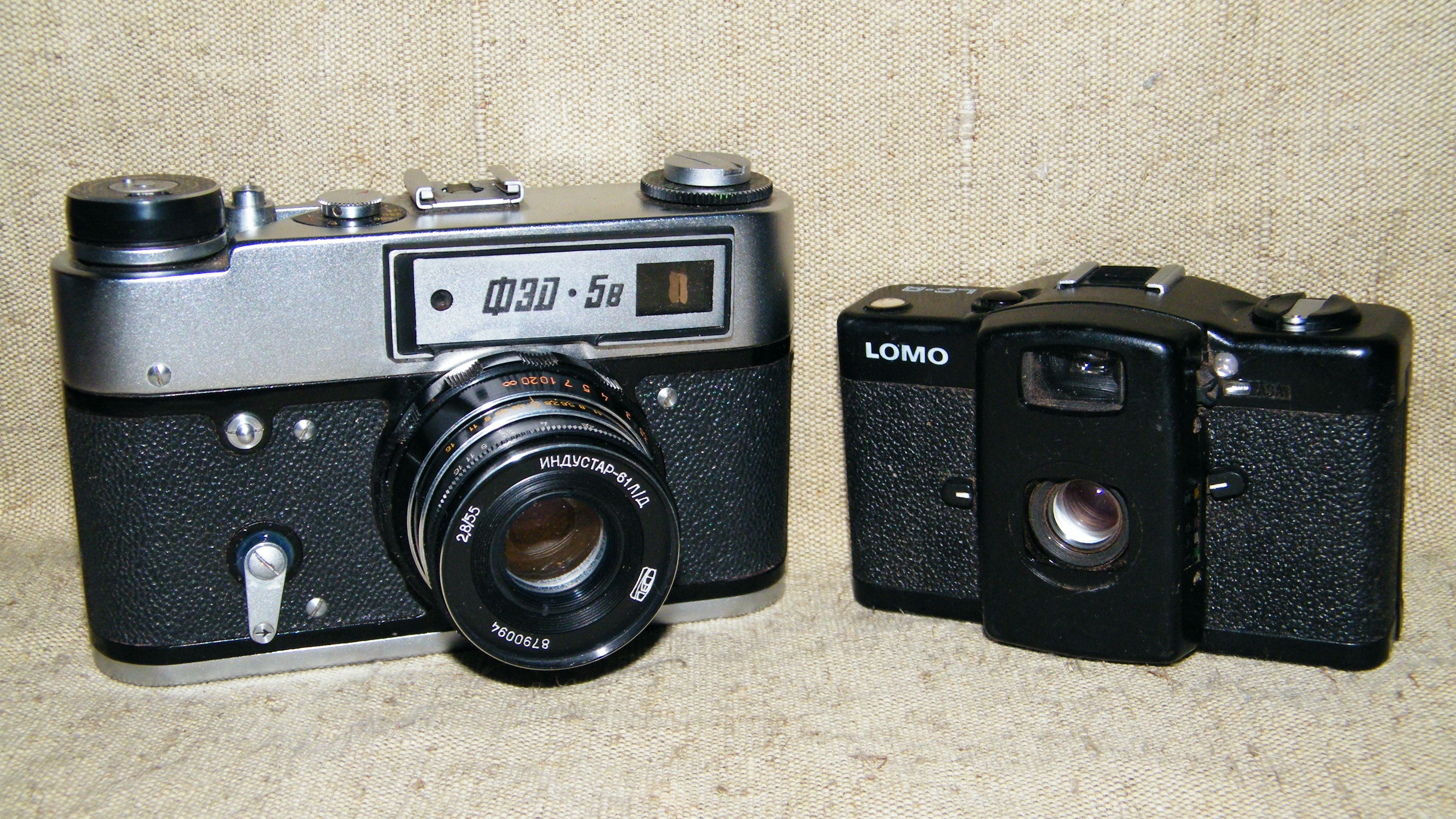
Малоформатные фотоаппараты «ФЭД-5В» и «ЛОМО Компакт-Автомат», в сравнении.

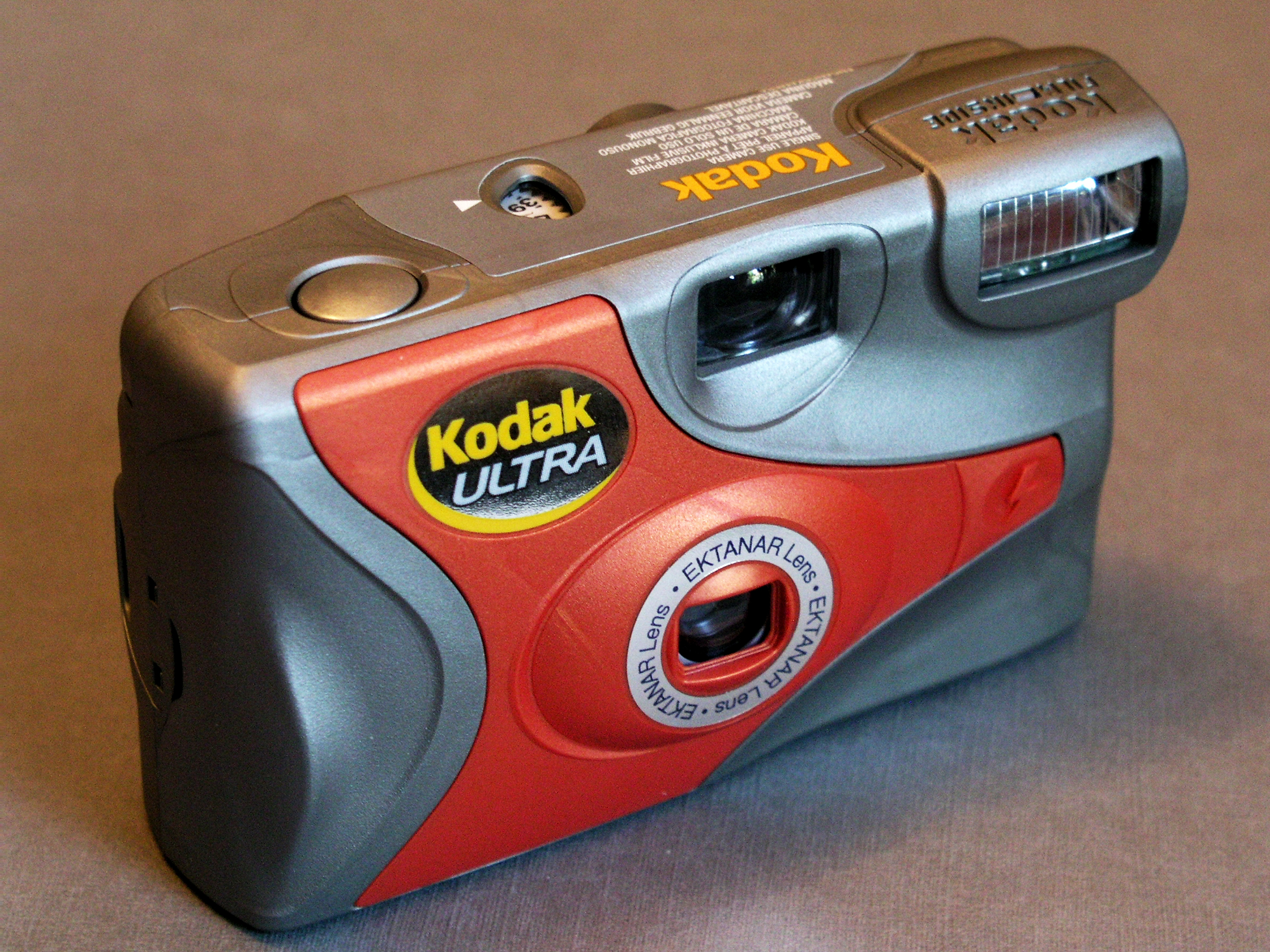
Плёночная одноразовая «мыльница» Kodak

Компа́ктная ка́мера — фотоаппарат с несменным жёстковстроенным объективом, как правило, небольшого веса и малых габаритов. Версии с автоматизированной системой работы всех узлов без необходимости устанавливать параметры съёмки, либо с ограниченным необходимым набором настроек, в просторечии называют «мыльницами».

## Плёночная «мыльница»
Как правило, этим термином называют камеры, использующие стандартную 35-мм плёнку, либо плёнку формата APS. Размеры, округлость пластмассового корпуса и отсутствие выпирающего объектива придают компактной камере схожесть с мыльницей.
Отличают также одноразовые плёночные «мыльницы» (см. Disposable camera (англ.)). Недорогостоящие экземпляры возвращаются в сертифицированный центр проявки плёнки вместе с корпусом и могут быть впоследствии перезаправлены новой плёнкой и проданы вновь. Такие часто используют для подводной съёмки.

### Типичные характеристики
| Характеристика                            | Значение для самых дешёвых моделей                                | Значение для массовых моделей                                     | Значение для отдельных моделей с зумом                                |
| ----------------------------------------- | ----------------------------------------------------------------- | ----------------------------------------------------------------- | --------------------------------------------------------------------- |
| Видоискатель                              | Рамочный (параллаксный)                                           | Оптический (параллаксный)                                         | Оптический (параллаксный), сопряжённый с трансфокатором.              |
| Светочувствительность, ISO                | 100 — 400 автоматически считывается код с кассеты.                | 100 — 400 автоматически считывается код с кассеты.                | 50 — 800 автоматически считывается код с кассеты или ставится вручную |
| Кратность оптического трансфокатора       | отсутствует                                                       | отсутствует                                                       | 1,7 — 2,2×                                                            |
| Эквивалентное фокусное расстояние         | 28 — 43 мм                                                        | 28 — 43 мм                                                        | 35 — 70 мм                                                            |
| Максимальное относительное отверстие      | 1:5.6 — 1:8                                                       | 1:3,5 — 1:4                                                       | 1:4 — 1:8                                                             |
| материал линз                             | пластмасса                                                        | пластмасса или стекло                                             | стекло                                                                |
| Оптическая схема объектива                | Ахромат или триплет                                               | Триплет                                                           | Ахромат + афокальный вариатор                                         |
| Время перемотки плёнки на 1 кадр          | 2 — 3 секунды                                                     | 2 — 3 секунды                                                     | около 1 секунды                                                       |
| Автофокус                                 | объектив на гиперфокальном расстоянии                             | есть                                                              | есть                                                                  |
| Автоматика экспозиции                     | программная, непосредственно связанная с затвором-диафрагмой.     | программная, непосредственно связанная с затвором-диафрагмой.     | Автоматика может иметь экспокоррекцию +/- 1.5Ev                       |
| затвор и диафрагма                        | 2-х лепестковый затвор-диафрагма                                  | 2-х лепестковый затвор-диафрагма                                  | 2-х лепестковый затвор-диафрагма                                      |
| Вспышка                                   | может отсутствовать, или маломощная автоматическая.               | на расстояние ≈3м, включается только автоматически.               | на расстояне ≈5м, выключаемая.                                        |
| Макросъёмка                               | нет                                                               | нет                                                               | обычно отсутствует                                                    |
| Возможность ставить насадки, светофильтры | отсутствует, объектив закрывается затвором или заслонкой снаружи. | отсутствует, объектив закрывается затвором или заслонкой снаружи. | обычно есть                                                           |
| Штативное гнездо                          | отсутствует                                                       | отсутствует                                                       | есть                                                                  |
| Питание                                   | 2 батарейки АА или аккумулятор                                    | 2 батарейки АА или аккумулятор                                    | 2 батарейки АА или аккумулятор                                        |

## Классы цифровых компактных камер

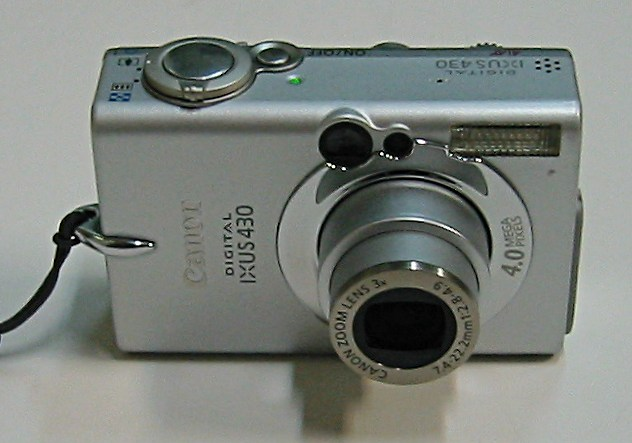
Цифровая «мыльница» Canon Digital IXUS 430

В настоящее время технический уровень производства цифровых фотоаппаратов, особенно их начинки — фотосенсоров и фотообъективов настолько вырос, что габаритный размер их не совсем определяет класс фотокамеры.
Классификацию производят по принципу применяемости. Например, профессиональная фотоаппаратура в настоящее время сама разделилась на репортёрскую, студийную, панорамную и др., которые по своим габаритам схожи, но по техническим характеристикам, набору аксессуаров сильно различаются. Класс компактных цифровых фотоаппаратов связан с запросами широкой аудитории фотолюбителей, которых интересует минимальный габарит и вес аппарата, принцип «навёл-нажал-снял» и низкая стоимость. Несмотря на направленность на широкую аудиторию, компактные цифровые камеры по сравнению с плёночными имеют довольно широкий набор настроек и функций. Подавляющее большинство камер имеет зум-объектив, готовый набор настроек для разных режимов съёмки и т. д.
К компактным принято относить цифровые фотокамеры с размерами светочувствительной матрицы менее 9×7 мм. Исторически, размеры столь малых матриц принято измерять не в миллиметрах, а дробями «видиконовских» дюймов, то есть диаметром видикона, на котором разместилось бы изображение заданного размера. Типичные размеры матриц для цифровых мыльниц (в порядке убывания): 2/3", 1/1.7", 1/1.8", 1/2.5", 1/2.7", 1/3", 1/3.2". Размер светочувствительных элементов (фото ячеек) матрицы напрямую влияет на качество цифровой фотографии, чем они крупнее, тем менее «зашумлённое» (или «замыленное» шумоподавлением) изображение).
Причина распространения заблуждения — «больше мегапикселей — лучше камера» в том, что в первых цифровых камерах разрешение изображения было ограничено матрицей до 1 мегапикселя, и это не позволяло получить отпечаток стандартного формата 10×15 см в качестве, равном качеству снимков с фотоплёнки. Большую роль в распространении этого заблуждения также имеет маркетинг, рекламирующий более мегапиксельные фотоаппараты. На самом деле сверхвысокая плотность пикселей на матрице иногда может ухудшить некоторые характеристики получаемого изображения

### Типичные характеристики
| Характеристика                                                          | Значение для большинства моделей                                                                                      | Значение для менее распространенных моделей                                                                           |
| ----------------------------------------------------------------------- | --- | --- |
| Размеры светочувствительной матрицы                                     | 1/2,5" — 1/1,7" | 1/3,2" — 2/3" |
| Число эффективных пикселей                                              | 6—8 миллионов | 5—16 миллионов |
| Светочувствительность, ISO                                              | 100—3200 | 50—6400 |
| Кроп-фактор                                                             | 5—6 | 4—7 |
| Соотношение сторон кадра                                                | 4:3 | 16:9, 16:10, 3:2, 5:4                                                                                                 |
| Видоискатель                                                            | Оптический (параллаксный) либо отсутствует для аппаратов с зумом до 5 — 6х. Электронный для моделей с зумом более 6х. | Оптический (параллаксный) либо отсутствует для аппаратов с зумом до 5 — 6х. Электронный для моделей с зумом более 6х. |
| Кратность оптического зума                                              | 3—6× | 7—20× |
| Эквивалентное фокусное расстояние для широкоугольного режима            | 35—38 мм | 24—28 мм |
| Эквивалентное фокусное расстояние для телережима                        | 100—130 мм | 150—500 мм |
| Максимальное относительное отверстие для широкоугольного режима         | 1:2,8 | 1:2—1:3,5 |
| Максимальное относительное отверстие для телережима                     | 1:4,5—1:5,6 | 1:2,8—1:6,3 |
| Жидкокристаллический дисплей для съемки и просмотра отснятого материала | 2" — 2,5" | 1,7" — 3" |
| Носитель данных                                                         | Съёмная флешкарта одного из распространённых форматов SD, Memory Stick, CF, xD                                        | Съёмная флешкарта одного из распространённых форматов SD, Memory Stick, CF, xD                                        |

Подавляющее большинство компактных камер имеют:
- встроенную вспышку;
- режим макросъёмки;
- возможность сохранения изображения только в формате JPEG;
- возможность записи видеороликов со звуком в формате от 320×240 пикселей до 1920×1080 пикселей (реже с большим разрешением). Частота кадров 12-30 кадров/сек (реже выше), формат записи MJPEG или MOV;
- штативное гнездо 1/4";
- питание от литий-ионного аккумулятора собственного формата.

Реже встречаются компактные камеры со следующими возможностями:
- позволяют применять сменные насадки для объектива (фильтры, теле- или широкоугольные конвертеры);
- «горячий башмак».
- стабилизатор изображения (реже оптический, чаще цифровой);
- возможность ручной фокусировки;
- возможность сохранения изображения в форматах JPEG, TIFF, Raw;
- питание от батареек или аккумуляторов типа AA (крайне редко — ААА);

К ним относятся:
- Fujifilm FinePix X100
- Canon PowerShot G-серии
- Olympus XZ-1
- Nikon серии P
- Sigma серии DP

### Характеристики из сферы рекламы и маркетинга
Количество мегапикселей, если их больше 4, не играет заметной роли в качестве снимка «мыльницы», поскольку другим определяющим фактором в разрешающей способности является качество объектива и технические характеристики самой матрицы.
Для любительских плёночных фотоаппаратов производитель часто рекламировал более дорогие плёнки высокой чувствительности (например, Kodak Gold ULTRA, ISO 400) хотя применение высокочувствительной плёнки далеко не всегда было оправдано.
На практике для отпечатков 10×15 см (стандартный современный фотоальбом) фотолаборатории рекомендуют снимки 2 мегапиксела. Другими словами, если не планируется печатать более крупные снимки, то по количеству мегапикселей подойдёт любая современная фотокамера. Однако, камеры с бо́льшим количеством пикселей позволят кадрировать снимок.
Термин «Ультразум», как правило, означает «мыльницу» с высокократным зум-объективом. Однако с течением времени кратность объектива, с которой начинается «ультра-», меняется. Так, например, называли 8× зумы при сравнении с 6×.
Маркетинговая политика, проводимая производителями, не даёт возможности массовому покупателю объективно оценить потребительские качества «мыльницы». Размеры, внешний вид, крупный объектив, обилие функций и кнопок и даже цена могут ввести в заблуждение. Можно порекомендовать в первую очередь присматриваться именно к размеру матрицы, а из двух аппаратов одной фирмы выбирать тот, у кого матрица больше. К сожалению, в последние годы этот критерий стал малоприменимым, так как матрицы самых разнообразных аппаратов компакт-класса стали практически одинаковыми: более крупную матрицу можно встретить лишь на аппарате переходного и полупрофессионального класса, который существенно дороже, крупнее и тяжелее. Но самое предпочтительное, разумеется, ознакомиться с результатами объективного тестирования, которое проводят независимые специализированные издания (в том числе сетевые), или общества защиты прав потребителей силами специализированных лабораторий.